# Monitoratge (informàtica)
|  | Per a altres significats, vegeu «Monitoratge». |

El monitoratge de servidors d'Internet consisteix en la vigilància de tots els serveis actius que una màquina ofereix per Internet. Els serveis poden ser: web, correu electrònic, missatgeria instantània, etc.
El monitoratge pot ser tant intern com extern. En el cas de l'intern, la vigilància es realitza des de la mateixa xarxa on està instal·lat el servidor. Quan el monitoratge és extern, s'utilitza una plataforma d'un proveïdor de serveis que es troba fora de la nostra xarxa (normalment és una xarxa d'equips distribuïda per tot el món). El monitoratge extern és molt més fiable, perquè és independent dels problemes que pot haver dins de la xarxa on es troba l'equip a vigilar. Una altra raó per la qual és més fiable és que els sistemes comercials compten amb sistemes compostos per servidors distribuïts per tot el món i, per tant, menys sensibles a problemes puntuals en alguna de les xarxes on es troben instal·lats. El monitoratge es pot fer al núvol.

## Fonaments de monitors de sistema
Protocol
Hi ha moltes eines per a dades de sistema de col·lecció des d'amfitrions i mecanismes que utilitzen el SNMP (Protocol Simple de Gestió de Xarxa)[1]. La majoria dels ordinadors i els mecanismes difosos tindran una mica de formulari d'accés de SNMP. La interpretació de les dades de SNMP des d'un amfitrió o mecanisme exigeix o una eina especialitzada (programari típicament extra des del venedor) o una base d'informació de Direcció|Gestió (MIB), un mapatge de referències de comandes/dades als diversos elements d'informació que l'amfitrió o mecanisme proporciona. L'avantatge de SNMP per controlar és la seva amplada de banda baixa requisits i ús universal en les indústries.
Llevat que una aplicació mateixa proporcioni un MIB i sortida mitjançant SNMP, llavors SNMP no és adequat per dades d'aplicació de col·lecció.
Uns altres protocols són adequats per aplicacions de control, com CORBA (language/OS-independent), JMX (Protocol de gestió i control específic de Java), o patentats protocols de TCP/IP o UDP (language/OS independent majoritàriament).